# 2022 UEFA 유로파리그 결승전
2022 UEFA 유로파리그 결승전은 UEFA 유로파리그의 51번째 결승전이자 현재의 대회명으로 개명한 이후로는 13번째 결승 경기이다. 경기는 2022년 5월 18일에 스페인 세비야에 위치한 라몬 산체스 피스후안에서 열렸다.
이 경기는 원래 헝가리 부다페스트에 위치한 푸슈카시 아레나에서 열릴 예정이었으나 2020년 코로나19 범유행의 여파로 결승전의 연기 및 이전으로 인해 최종 개최지가 1년 뒤로 밀리게 되었다. 이에 따라 2022년 결승전 개최 장소가 라몬 산체스 피스후안으로 변경되었고, 2023년 결승전이 부다페스트에서 열리게 되었다.
이 경기의 승리 팀은 2022년 UEFA 슈퍼컵에서 2021-22년 UEFA 챔피언스리그 우승 팀과 경기를 펼치며 2022-23년 UEFA 챔피언스리그 조별 예선에 진출하게 된다.

## 팀
다음 테이블에서, 결승전들은 2009년까지 UEFA 컵 시대였고, 2010년부터 UEFA 유로파리그 시대이다.
| 팀                        | 이전 결승 기록 (굵은 글씨는 해당 년도 우승이다.) |
| ------------------------- | ------------------------------------------------ |
| 아인트라흐트 프랑크푸르트 | 1 (1980)                                         |
| 레인저스                  | 1 (2008)                                         |

## 개최지 선정
UEFA는 2018년 11월 1일에 조지아, 스페인 2개국 축구 협회가 2020 UEFA 유로파리그 결승전 유치 과정에 참여했다고 밝혔으며 2020 UEFA 유로파리그 결승전 개최 후보 도시 목록을 다음과 같이 공개했다.
- 조지아 트빌리시: 보리스 파이차제 경기장 (수용 인원: 54,202명)
- 스페인 세비야: 라몬 산체스 피스후안 (수용 인원: 43,883명)

UEFA는 2019년 9월 24일에 슬로베니아 류블랴나에서 열린 집행위원회 회의에서 2021 UEFA 유로파리그 결승전 개최지를 스페인 세비야에 위치한 에스타디오 라몬 산체스 피스후안으로 선정했다. 에스타디오 라몬 산체스 피스후안은 1982년 FIFA 월드컵 경기가 열린 경기장 가운데 한 곳이기도 하다.
유럽 축구 연맹(UEFA) 집행위원회는 2020년 6월 17일에 열린 화상 회의를 통해 2020년 결승전의 연기 및 이전으로 인해 2021-22년 UEFA 유로파리그 결승전 개최 장소를 스페인 세비야에 위치한 에스타디오 라몬 산체스 피스후안으로 변경하였다.

## 결승전까지 가는 길
Note: 아래 모든 결과들에서, 결승전 진출팀들의 스코어는 먼저 주어진다. (H: 홈; A: 원정; N: 중립)
| 순위 | 팀                        | 경기 | 승점 |
| ---- | ------------------------- | ---- | ---- |
| 1    | 아인트라흐트 프랑크푸르트 | 6    | 12   |
| 2    | 올림피아코스              | 6    | 9    |
| 3    | 페네르바흐체              | 6    | 6    |
| 4    | 로얄 안트베르펀           | 6    | 5    |

| 순위 | 팀              | 경기 | 승점 |
| ---- | --------------- | ---- | ---- |
| 1    | 올랭피크 리옹   | 6    | 16   |
| 2    | 레인저스 FC     | 6    | 8    |
| 3    | 스파르타 프라하 | 6    | 7    |
| 4    | 브뢴뷔 IF       | 6    | 2    |

## 경기
| 아인트라흐트 프랑크푸르트 | 1 - 1 (연장) | 레인저스   |
| ------------------------- | ------------ | ---------- |
| 보레 69′                  |              | 57′ 아리보 |
| 승부차기                  |              |            |
|                           | 5 - 4        |            |

| 아인트라흐트 프랑크푸르트 | 레인저스 |

| GK              | 1  | 케빈 트라프            |  |      |
| CB              | 35 | 투타                   |  | 58′  |
| CB              | 18 | 알마미 투레            |  |      |
| CB              | 2  | 에방 은디카            |  | 100′ |
| RM              | 36 | 안스가르 크나우프      |  |      |
| CM              | 8  | 지브릴 소우            |  | 106′ |
| CM              | 17 | 제바스티안 로데 (주장) |  | 90′  |
| LM              | 10 | 필리프 코스티치        |  |      |
| AM              | 29 | 예스페르 린스트룀      |  | 70′  |
| AM              | 15 | 가마다 다이치          |  |      |
| CF              | 19 | 라파엘 산토스 보레     |  |      |
| 교체:           |    |                        |  |      |
| GK              | 31 | 옌스 그랄              |  |      |
| DF              | 22 | 티모시 챈들러          |  |      |
| DF              | 24 | 다니 다 코스타         |  |      |
| DF              | 25 | 크리스토퍼 렌츠        |  | 100′ |
| MF              | 6  | 크리스티얀 야키치      |  | 90′  |
| MF              | 7  | 아이딘 흐루스티치      |  | 106′ |
| MF              | 20 | 하세베 마코토          |  | 58′  |
| MF              | 27 | 아이멘 바르코크        |  |      |
| FW              | 9  | 샘 라머르스            |  |      |
| FW              | 21 | 라그나르 아헤          |  |      |
| FW              | 23 | 옌스 페테르 하우게     |  | 70′  |
| FW              | 39 | 곤살루 파시엔시아      |  |      |
| 감독:           |    |                        |  |      |
| 올리버 글라스너 |    |                        |  |      |

| GK                         | 1  | 앨런 맥그레거   |     |      |      |
| RB                         | 2  | 제임스 테버니어 |     |      |      |
| CB                         | 6  | 코너 골드슨     |     |      |      |
| CB                         | 3  | 캘빈 배시       |     |      |      |
| LB                         | 31 | 보르나 바리시치 |     | 117′ |      |
| CM                         | 8  | 라이언 잭       |     | 74′  |      |
| CM                         | 4  | 존 룬스트럼     |     |      |      |
| RW                         | 14 | 라이언 켄트     |     |      |      |
| AM                         | 23 | 스콧 라이트     | 73′ | 74′  |      |
| LW                         | 18 | 글렌 카마라     |     | 91′  |      |
| CF                         | 17 | 조 아리보       | 62′ | 101′ |      |
| 교체:                      |    |                 |     |      |      |
| GK                         | 28 | 로비 맥크로리   |     |      |      |
| GK                         | 33 | 존 맥러플린     |     |      |      |
| DF                         | 26 | 레온 발로군     |     |      |      |
| DF                         | 43 | 레온 킹         |     |      |      |
| MF                         | 9  | 아마드 디알로   |     |      |      |
| MF                         | 10 | 스티븐 데이비스 |     | 74′  |      |
| MF                         | 16 | 에런 램지       |     |      | 117′ |
| MF                         | 19 | 제임스 샌즈     |     | 101′ |      |
| MF                         | 37 | 스콧 아필드     |     | 91′  |      |
| MF                         | 51 | 앨릭스 로리     |     |      |      |
| FW                         | 25 | 케마르 루피     |     | 117′ |      |
| FW                         | 30 | 패션 사칼라     |     | 74′  | 117′ |
| 감독:                      |    |                 |     |      |      |
| 지오바니 판 브롱크호르스트 |    |                 |     |      |      |

- 최우수 선수: 케빈 트라프 (아인트라흐트 프랑크푸르트)

| 부심: 토마시 클란치니크 (슬로베니아) 안드라시 코바치치 (슬로베니아) 대기심: 스르잔 요바노비치 (세르비아) 비디오 보조심판(VAR): 폴 판 부컬 (네덜란드) 보조 비디오 보조심판(VAR): 유레 프라프로트니크 (슬로베니아) 알레한드로 에르난데스 에르난데스 (스페인) 로베르토 디아스 페레스 델 팔로마르 (스페인) | 경기 규칙 - 전후반 90분 동안 경기를 진행한다. - 전후반 90분 상황에서 동점이면 연장전 30분을 진행한다. - 연장전에서도 동점이면 승부차기를 진행한다. - 교체 선수 명단은 12명까지 올릴 수 있으며 한 팀당 최대 5명까지 교체할 수 있다. 연장전에 들어간 경우에는 최대 6명까지 교체할 수 있다. 각 팀에게는 3번의 선수 교체 기회가 주어지며 연장전에 한해 4번째 선수 교체 기회가 주어진다. 단 하프타임, 연장전 시작 이전, 연장전 하프타임에 일어난 선수 교체는 제외된다. |

## 같이 보기
- 2021-22년 UEFA 유로파리그
- 2022년 UEFA 챔피언스리그 결승전
- 2022 UEFA 유로파컨퍼런스리그 결승전
- 2022년 UEFA 슈퍼컵